# Гелене Енгельманн
Гелене Енгельманн  (нім. Helene Engelmann, 9 лютого 1898 — 1 серпня 1985) — австрійська фігуристка, олімпійська чемпіонка.

## Виступи на Олімпіадах
| Олімпіада   | Дисципліна    | Місце |
| ----------- | ------------- | ----- |
| Шамоні 1924 | парне катання | 1     |